# Gracie Award
Die Gracie Awards, in der Langform Gracie Allen Awards, in der Kurzform schlicht Gracies, sind US-amerikanische Medienpreise, die geschaffen worden sind für Frauen, von Frauen, sowie für Personen, die vorbildliche Beiträge in elektronischen Medien und ähnlichen Veröffentlichungen geleistet haben. Jährlich werden mit dem Gracie Awards nationale, örtliche und studentische Arbeiten ausgezeichnet.

## Geschichte
Die Gracie-Awards-Zeremonie wird von der Alliance for Women in Media Foundation (AWM) präsentiert. Die Preise sind nach Gracie Allen benannt. Gracie war eine erfolgreiche Comedienne, Entertainerin, Unternehmerin und Aktivistin besonders im Rundfunk- und Fernsehbusiness. Als eine Hälfte von Burns und Allen, einem der prominentesten Comedy-Teams in der amerikanischen Geschichte, stellte Gracie die Vorbildrolle für Frauen in Medien und Unterhaltung dar.
Die Gracie-Awards-Zeremonien finden an zwei Tagen statt und sind in eine Gala und ein Mittagessen (Luncheon) unterteilt.
Die eigentliche Gracie-Awards-Gala ist eine festliche Abendveranstaltung, bei der die meisten Auszeichnungen an Persönlichkeiten mit nationalem Bekanntheitsgrad vergeben werden. Die Zeremonie findet regelmäßig im Beverly Hilton Hotel in Los Angeles, Kalifornien, statt.
Das Gracie-Awards-Luncheon, weniger förmlich, ehrt örtliche, öffentliche, online- und studentische Arbeiten und findet in der Regel in New York statt.

## Kategorien
Dies waren die Kategorien der Preisverleihung 2014.
- Outstanding Anchor – News or News Magazine
- Outstanding Comedy
- Outstanding Director – Entertainment
- Outstanding Director – News
- Outstanding Documentary
- Outstanding Drama
- Outstanding Ensemble Cast – Comedy
- Outstanding Ensemble Cast – Drama
- Outstanding Family Programming
- Outstanding Female Actor in a Breakthrough Role
- Outstanding Female Actor in a Featured or Guest Role
- Outstanding Female Actor in a Leading Role in a Comedy
- Outstanding Female Actor in a Leading Role in a Drama
- Outstanding Female Actor in a Supporting Role in a Comedy or Musical
- Outstanding Female Actor in a Supporting Role in a Drama
- Outstanding Hard News Feature
- Outstanding Host – Entertainment/Information
- Outstanding Host – Lifestyle/Health Program
- Outstanding Host – News/Non-Fiction
- Outstanding Interview Program or Feature
- Outstanding Investigative Program or Feature
- Outstanding Lifestyle/Health Program
- Outstanding Morning/Afternoon Drive Personality
- Outstanding On-Air Talent: Sports Program
- Outstanding Online Host or Correspondent
- Outstanding Online Producer
- Outstanding Original Online Programming – Audio
- Outstanding Original Online Programming – News/Documentary
- Outstanding Original Online Programming – Series
- Outstanding Original Online Programming – Standalone Video
- Outstanding Producer – Documentary/Reality
- Outstanding Producer – Entertainment
- Outstanding Producer – News
- Outstanding Reality Show
- Outstanding Reporter/Correspondent
- Outstanding Series
- Outstanding Soft News Feature
- Outstanding Special or Variety
- Outstanding Sports Program
- Outstanding Talk Show – Entertainment/Information
- Outstanding Talk Show – News

## Teilnehmer
Gala-Gastgeber von 2005–2014

Paula Zahn, Megan Mullally, Lesley Visser, Giuliana Rancic, Niecy Nash, Maria Menounos, Patrica Heaton, Angela Kinsey, Lana Parrilla, Aisha Tyler
Gala-Künstler von 2005–2014

Gloria Gaynor, Miri Ben-Ari, Dance Times Square, Onyx, Elisabeth Withers-Mendez, Dwana Smallwood, Girl Scouts Chorus of Nassau County, Taylor Swift, Dianne Reeves, Melissa Pabon Dancers, Darlin Garcia, The Stunners, Macy Gray, Melissa Etheridge, Deniece Williams, Kimberley Locke, Amber Lyon
Luncheon-Gastgeber von 2005–2014

Rene Syler, Roz Abrams, Nancy Giles, Kim Guthrie, Deborah Norville, Moll Anderson
Caring is Sexy Award

Angie Harmon, Giuliana Rancic
Dove Real Beauty Award

Shaun Robinson, Jessica Simpson, Amy Poehler, Lisa Ling, Joy Behar, Linda Ellerbee, Gayle King